# Love of Everything
Love of Everything ist eine US-amerikanische Emo-Band aus Chicago, Illinois.

## Geschichte
Love of Everything ist ein Projekt von Bobby Burg, das er 1999 in Chicago mit Zimmernachbar Drew Wilson gegründet hat. Bald stieß Matt Clark zu der Formation. Mit Clark und weiteren Musikern spielte Bobby bei dem von ihm dazu eingerichteten Record Label einen Longplayer und drei Singles ein, die später auf einer CD als Piano.Bedroom.Florida veröffentlicht wurden. Alleine oder mit teilweise wechselnder Besetzung hat Bobby Burg seitdem zahlreiche Kompilationen, Singles und Longplayer aufgenommen, darunter auch Veröffentlichungen bei Brillante Records und Redder Records. 

## Diskografie

### Alben
- 2011: Hydrangea Danger Split (Setlist Records)
- 2010: Best In Tensions (Polyvinyl)
- 2009: Ghosts & Friends (Coraille Records)
- 2006: Superior Mold and Die (Record Label)
- 2004: Handjob Community (Redder)
- 2004: Total Eclipse of the Heart (Brilliante)
- 2000: Drinking.Feeling (Record Label)
- 2000: Green (Record Label)

### Singles
- 2005: Mount Eerie Split (Record Label)

### EPs
- 2011: Sooner I Wish (Polyvinyl)
- 2011: Kangaroo Trick (Record Label)
- 2002: friENDS (Record Label)
- 2001: Piano.Bedroom.Florida (Record Label)

### Kompilationsbeiträge
- 2005: Keep Off of Me/Proud by Looking Around  − The Association of Utopian Hologram Swallowers (Polyvinyl)
- 2004: Sky Falls Down – Metaphysics for Beginners (Redder)
- 2003: Happimess  – The Last Thing We Ever Did (Schapendoes)